# Óriás zebragyík
A óriás zebragyík (Corucia zebrata) a hüllők (Reptilia) osztályába a pikkelyes hüllők (Squamata) rendjébe és a gyíkok (Sauria) alrendjébe tartozó faj.

## Előfordulása
A Salamon-szigeteken honos. Természetes élőhelye az esőerdő.

## Alfajai
- Corucia zebrata zebrata
- Corucia zebrata alfredschmidti

## Megjelenése
Testhossza 75–80 cm. Nagy, erőteljes testű gyík. Nagy feje és hosszú, érzékeny kapaszkodó farka van, ami elég erős ahhoz, hogy megtartsa a gyíkot, amikor a lombkoronában mászkál. 
|  |  |

## Életmódja
Éjjel aktív, ilyenkor gyümölcsöket és leveleket eszik. Nappal faodvakban vagy az avarban bújik meg.

## Szaporodás
Elevenszülő, 1-2 ivadéka van. 